# كيت هوارث
كيت هوارث (بالإنجليزية: Kate Howarth)‏ (3 يوليو 1991 بغراند بلانك في الولايات المتحدة - ) هي لاعبة كرة قدم أمريكية في مركز الهجوم. لعبت مع بوسطن بريكرز.

## وصلات خارجية
- كيت هوارث على موقع قاعدة بيانات كرة القدم.إي يو (الإنجليزية)
- كيت هوارث على موقع Soccerway.com (الإنجليزية)
- كيت هوارث على موقع عالم كرة القدم.نت (الإنجليزية)